# Andrena carolina
Andrena carolina là một loài Hymenoptera trong họ Andrenidae. Loài này được Viereck mô tả khoa học năm 1909.

## Hình ảnh

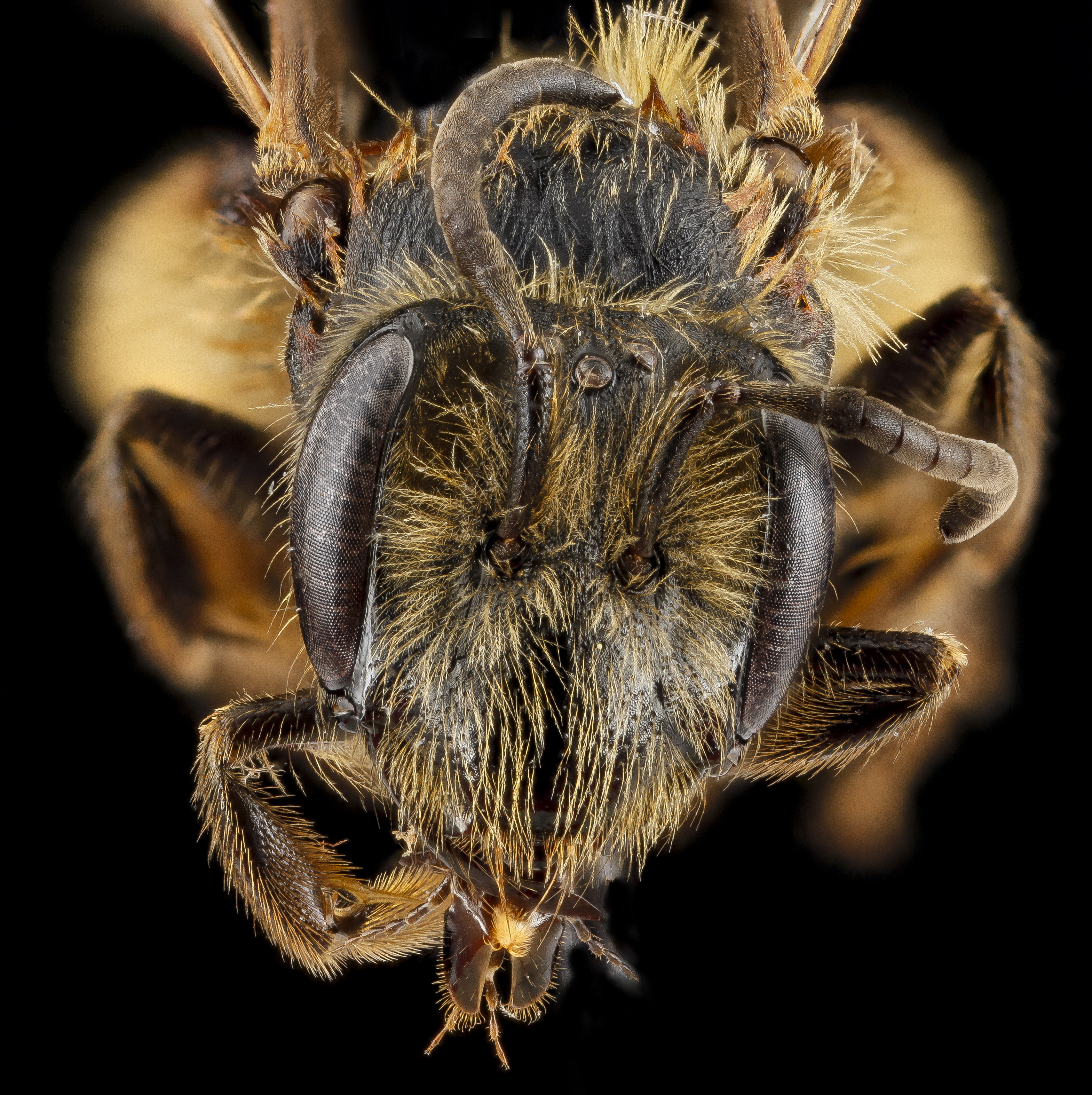